# The Damnation Game
The Damnation Game је други албум северноамеричког прогресив метал бенда .

## Извођачи
- - Све електричне и акустичне гитаре
- - Вокал
- - Клавијатура
- - Бас
- - Бубњеви